# Ну что, приехали?
«Ну что, прие́хали?» (англ. Are We There Yet?) — комедия Брайана Леванта, вышедшая в 2005 году. Хотя критикам фильм пришёлся не по душе, только в одной Северной Америке он собрал $82 000 000 и было продано 3 700 000 DVD.
Фильм, где действие происходит в Портленде, Ванкувере и прочих частях Тихоокеанского Северо-запада, главным образом снят в окрестностях Ванкувера, Британской Колумбии, Канады, включая вид моста львиных ворот, небоскрёбов финансового района и сцену центра города ближе к концу фильма. Сиквел фильма вышел в 2007 году под названием «Ну что, приехали: Ремонт».

## Сюжет
Ник Персонс (Айс Кьюб) — холостяк, специализирующийся в спортивных предметах коллекционирования, — знакомится с яркой, ошеломляющей Сюзанн Кингстон (Ниа Лонг), и узнаёт, что она имеет двух детей, дочь Линдси и сына Кевина. Линдси 11 лет, а её младшему брату — 7. Дети Сюзанны уверены, что единственный мужчина, подходящий для неё — это их отец, которого они не видели многие годы. Лучшие друзья Ника — совладелец его магазина Марти (Джей Мор) и игрушечный бейсболист (озвучен Трейси Морганом), выступающий в роли совести.
Когда Сюзанна должна поехать в Ванкувер в командировку, она беспокоится о детях. Кроме того, их папа, который, как предполагалось, позаботился бы о них в уикэнд, сообщает в последнюю минуту, что болен. Это оказывается ложью (позже Линдси и Кевин приходят к его дому и видят, что у него новая жена и ребёнок). Не желая упустить возможность оказать Сюзанне услугу, Ник предлагает перевезти их самому самолётом из Портленда в Ванкувер, несмотря на то, что дети раздражают его. Линдси и Кевин стараются сделать поездку для Ника настолько кошмарной, насколько возможно.
Когда Ник впервые встречает детей, они настаивают на подарках, и Ник (у которого фактически ничего для них нет) нерешительно даёт Линдси ваучер пиццерии, а Кевину штопор. Ник, Линдси и Кевин должны были сесть на самолёт в Ванкувер, однако поскольку штопоры не разрешены на авиатранспорте, Кевину приходится торопливо избавляться от подарка и он кладёт его в карман пальто Ника. Теперь им запрещено путешествовать на самолёте, так что они должны ехать поездом. Ник садится на поезд и вдруг понимает, что Линдси и Кевин не на поезде. Ник бежит в заднюю часть, не отставая от них, пока не добирается до конца поезда. Там он прыгает, оставляя багаж в вагоне. Потом они едут в Ванкувер на машине Ника.
Дорожная поездка кажется бедствием с самого начала, поскольку Ник в быстрой последовательности сталкивается с многочисленными неудачами. Однако, после того, как дети раскрывают предательство своего папы, их отношение к Нику меняется, особенно когда он говорит им, что также был брошен своим отцом. 
По пути все же сталкиваются с различными неприятностями на вечеринке. В конце концов, Кевина рвет на лобовое стекло машины после того, как он съел слишком много сахара. Пока Кевин и Ник кормят оленя печеньем, Линдси случайно пугает его вспышкой камеры, в результате чего олень нападает на Ника, в результате чего он теряет ключи от машины. Из-за этого Ник пытается подключить машину к электросети с помощью своей зажигалки, но случайно заставляет зажигалку опрокинуться, поджечь машину и взорваться. Ник вымещает свое разочарование на детях, но быстро успокаивается и после этого извиняется.
Теперь, когда машина превратилась в кучу металлолома, троица пытается подвезти Ала Бака. Все еще думая, что Ник - похититель, Ал оставляет его и уезжает; Ника подвозит водитель грузовика с рекламным щитом по имени Эрнст. В грузовике Ала дети нападают на него, что приводит к погоне, которая заканчивается в Ванкувере, где Ник сражается с Алом. Во время боя у Кевина случается приступ астмы, и он падает в обморок. Ник бросается к нему и оживляет его. Став свидетельницей этого события, Сюзанна считает, что довериться Нику было ошибкой.
С согласия детей, к концу фильма Ник и Сюзанна официально начинают встречаться.

## В ролях
| Актёр         | Роль                                         |
| ------------- | -------------------------------------------- |
| Айс Кьюб      | Ник Персонс                                  |
| Ниа Лонг      | Сюзанна Кингстон                             |
| Алеиша Аллен  | Линдси Кингстон дочь Сюзанны                 |
| Филип Болден  | Кевин Кингстон сын Сюзанны                   |
| Джей Мор      | Марти лучший друг Ника                       |
| М. К. Гейни   | Ал Бак водитель грузовика                    |
| Трейси Морган | голос игрушечного бейсболиста Сатчела Пэйджа |
| Генри Симмонс | Карл парень Сюзанны                          |
| C. Эрнст Харт | Эрнст                                        |
| Нишель Николс | мисс Мейбл                                   |

## Съёмки
- Фильм снимали на реке Кампбелл в Британской Колумбии, в Ванкуверском международном аэропорте (в картине называется как Портлендский международный Аэропорт) и Портленде. Большая часть фильма снята в Ванкувере. Магистраль у береговой линии на пути к горе Уистлер — это Магистраль от-моря-к-небу (Sea-to-Sky Highway). Висячий мост — вышеупомянутый Стэнли-Парк, и они едут по одному из многих мостов, которые соединяют центр города с южной частью. Сцены на остановке грузовиков и в Ресторане после того, как дети увидели отца в окне, сняли на Пляже Британии. Преследование грузовика в конце было снято на Мосту Кэмби-Стрит и ул. Дансмиер между станциями Хоу и Барред.
- Поезд, показанный в кино, это VIA Rail (англ.). В реальности VIA Rail ездят только в Канаде. Маршрут Амтрак — Каскады Амтрак, которые проходят через Сиэтл. Тихоокеанская центральная станция в Ванкувере — местная достопримечательность.

## Критика
Фильм получил в основном отрицательные рецензии. Rotten Tomatoes дал «Гнилую» оценку — всего 12 % на основании 116 обзоров (14 свежих, 102 гнилых) со средней оценкой 3,5 из 10, и даже худшая оценка — лишь 8 % от главных критиков, основываясь на 39 обзоре (3 свежих, 36 гнилых) со средней оценкой 3,6 из 10. На Metacritic средневзвешенный рейтинг составляет 24 из 100 баллов, что указывает на «полностью отрицательные рецензии».

## Кассовый успех
Фильм стал № 1 со сбором $18 575 214 в 2 709 кинотеатрах, что составляет в среднем $6856 в каждом. Премьера фильма дала 22,57 % его финального внутреннего сбора. Во второй уикэнд фильм упал до № 2, но потерял только 12 % своей аудитории, собирая дальнейшие $16 346 395, и поднял за 10 дней общее количество до $38 458 267. При закрытии 16 июня 2005 заключительные сборы составили $97 918 663 во всём мире ($82 674 398 в Северной Америке и $15 244 265 за границей).

## Награды и номинации
- Выбор детей 2006: Любимое кино (выдвинут, но проиграл Гарри Поттеру) и Любимый киноактёр (выдвинут, но проиграл Хитчу)